# Kutacs

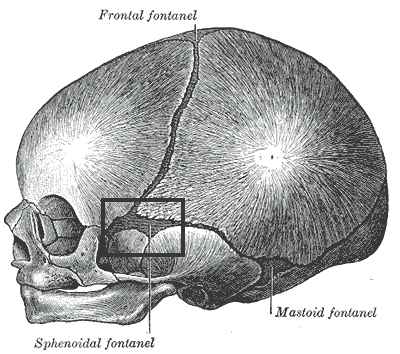
Egy újszülött koponyája oldalról (a fekete téglalap jelöli az apró kutacsot)

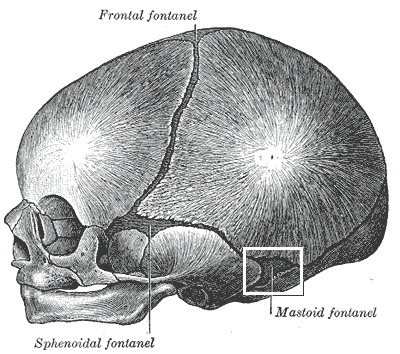
Egy újszülött koponyája oldalról (a fehér téglalap jelöli a kutacsot)

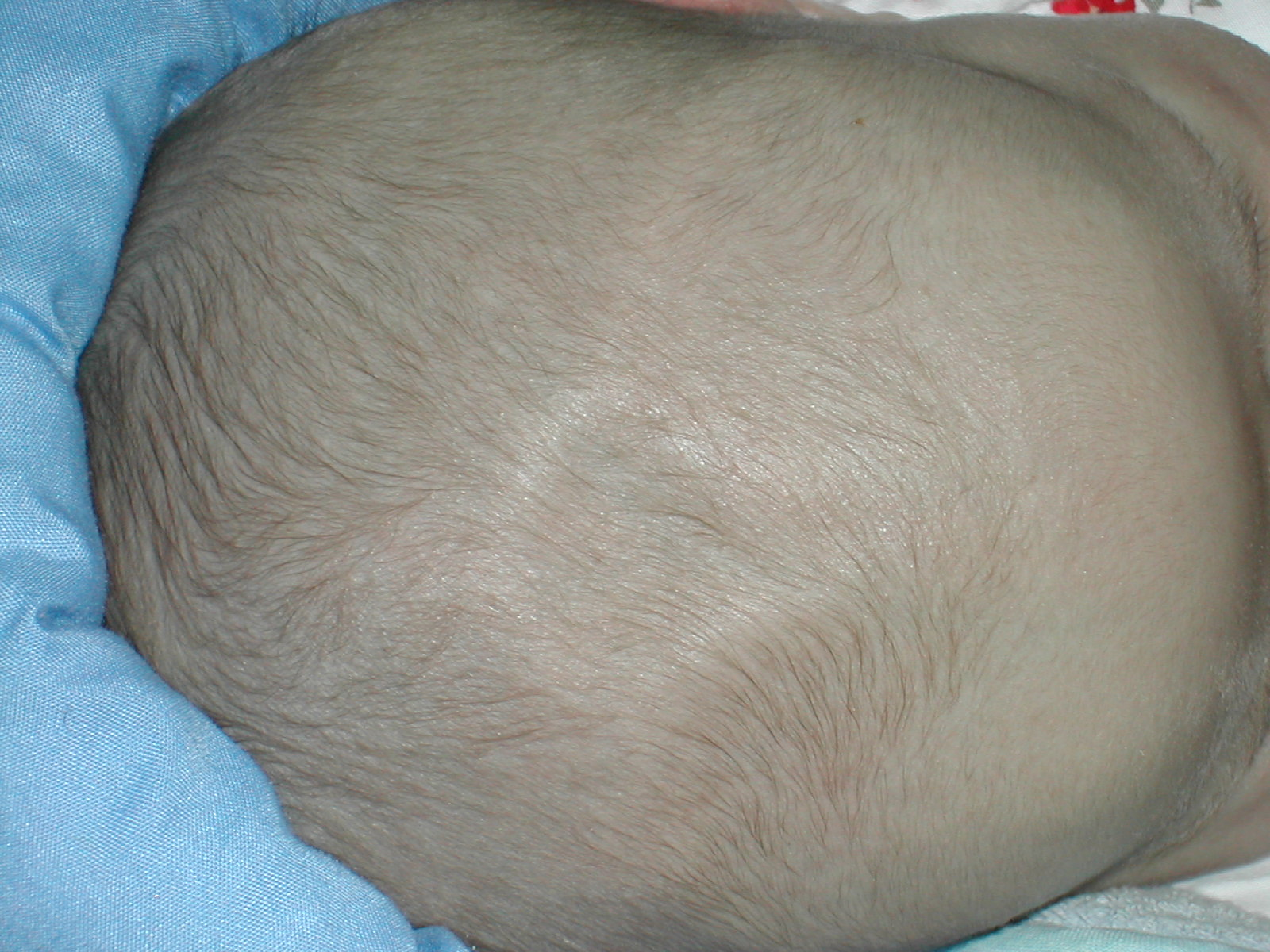
Egy hónapos csecsemő elülső kutacsa

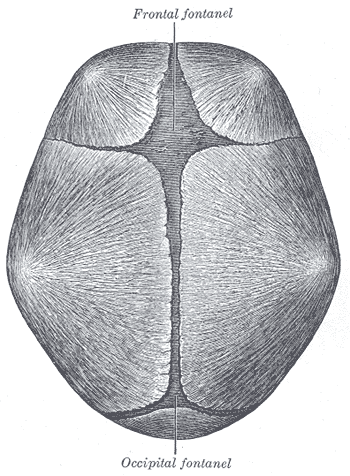
Újszülött koponyája felülnézetben, ami mind az elülső, mind a hátulsó kutacsot mutatja

A kutacs, latinul fonticulus, más nyelveken fontanel, fontanell vagy fontanelle a csecsemő koponyájának puha alkotórésze a koponyavarratok találkozóhelyén.
A csecsemő koponyáján hat kutacsot különböztetünk meg:
- Elülső kutacs (bregma, bregmatikus, frontális, vagy anterior fontanelle)
- Hátulsó kutacs
- Két fonticulus mastoidalis (masztoidális)
- Két fonticulus sphenoidalis (szfenoidális)

A kutacsok jelentősége az, hogy hajlékonyságuk megkönnyíti a szülést és lehetővé teszi a koponya későbbi növekedését.
A kutacsok idővel megkeményednek. Míg a hátsó és oldalsó kutacsok esetén ez kb. hat hónapos korban történik, az elülső kutacs csak a harmadik év közepe táján kezd megkeményedni, teljes osszifikáció (csontosodás) pedig csak a húszas évek vége és az 50 éves kor között következik be.